# レヴァリアース
『レヴァリ アース』（REVERY EARTH）は夜麻みゆきの漫画作品。『月刊Gファンタジー』（エニックス（現スクウェア・エニックス）刊）にて連載されていた作品で1994年2月号から1996年6月号にて全29話連載される。単行本は全3巻、愛蔵版が全2巻が出版されている。2012年には復刊ドットコムより完全版全2巻が出版された。完全版発売の際には、作者によるUstreamを用いた企画等が行われた。

## 概要
- 異世界「オッツ・キイム」と呼ばれる世界を舞台としたファンタジー漫画。主人公ウリックが、勇者であり兄でもあるザードの敵を討つために、魔法使いの少年シオンと妖精のレムと共に、邪神竜ディアボロスを倒すための旅を続けるファースト・エピソード。
- 夜麻みゆきのオリジナルデビュー作品、そして「オッツ・キイム」という世界を舞台に繰り広げられる後の作品『幻想大陸』 『刻の大地』へと続く物語。
- コミックス以外にも、コミックCDが2作品作られている。

## 主な登場人物
ウリック
声 - 吉田古奈美
この物語の主人公。12歳。ファンエティレネという地方の森に住んでいた。兄であるザードの敵を討つために邪神竜ディアボロスを探す旅を始める。
幼い頃から森に住んでいたため、世間知らずなところもあるが、純真で優しく、困っている人を見ると放ってはおけない性格。腕っ節は一流で格闘術で魔物と戦う。しかし、何があろうとも魔物は殺さず、気絶させるだけに留めている。それは、ザードの意志と共に住んでいた友達だから何があっても殺さないと言う。
ウリックというのは偽名で本当は女の子。今の格好になったのは「自分が男で強くて頼りがいがあれば、兄と共に旅ができたかもしれない」という寂しさと、後悔の思いから。料理上手でなんでも作れる。
実はザードとは血の繋がった兄妹ではなく、幼少の頃に大きなガケ崩れで両親と実の兄が亡くなり、泣いていたところをザードが通りかかり、お墓を作ってくれてから、彼女自身がザードを兄と慕った。本名は「イリア」、一人称は男の格好をしているため「ボク」。続編『刻の大地』ではイリアを名乗り、男装をやめてレムと共に旅をしている。
シオン
声 - 山口勝平
法力国家「アドビス」の王子。13歳。法力国家と呼ばれるアドビスでなぜか魔力を持って生まれてしまったため、疎まれながら育ってきた。そのため内心では、自分は王族の血を引いていないのかもしれないと考えていた。幼い頃から疎まれて育ってきたために城の中では冷静沈着で、父親である王とも距離を置いていた。ある時、自身の力が暴走してしまった時にザードと出会い、相談相手となる。ウリックの前ではわがままし放題ではあるが、本当の自分を見せているといっても過言ではない。友人でもあるザードとの「妹を守る」という約束を果たすため、ウリックと旅を続ける。このことからウリックの正体は当初から知っており、女性であることも知悉していた。最終話では真の黒幕イールゥオーブァと刺し違え、ウリックを守った末に命を落とす。しかし死の瞬間には、異世界の図書館で得た知識により自分が王族であることを知り、またウリックを守れたことに満足しながら息を引き取った。
冷静で現実的な思考を持ち頭脳明晰で、古代の文字を読むこともできる。女が嫌いだ、と豪語していたが「嫌い」ではなく「苦手」なだけである。また、魔法使いによくある虚弱体質なためか、魔法を使うたびに疲労を感じている。
イリアに対しては普通の女性とは違う別の感情が生まれていたが、それを本人には明かさないままとなる。一人称は「俺様」、ウリックやレムの前ではナルシストぶりを発揮している。
レム
声 - 金丸日向子
ザードに救われた妖精族の一人で、女王の命令によりウリック達との旅に同行する。天候不順が原因で住み良い場所を求めシング・サの森に来た妖精族で、森の隣に位置する町では彼女らの光を見た人々が不気味な光だと噂立てていた。彼女達の種族は元々は精霊界に属する一族で物質界、つまり人間界に姿を現すときは光となるが、ウリック達の前では姿を見せるために実体化している。種族柄、とても小さくて肩に乗れる大きさ。
性格は明るくて無邪気、シオンとはいつも口喧嘩が絶えず、ウリックとは仲が良いが、シオンとも本当に仲が悪いわけではなく、本当は彼を頼りにしている。回復・補助の魔法も使えるが攻撃系の魔法は持っていない。
『刻の大地』でも男装を解いたイリアと旅を続けている。蜂蜜やシナモン、サフランと言ったものを媒介にして補助の魔法を使うことができる。
ザード
声 - コミックCD版:三木眞一郎、OVA版:野島健児
シリーズ全般を通して重要人物となる青年。18歳で死去する。ウリックの義理の兄。わずか7歳にして邪神竜ディアボロスを倒したといわれる勇者で、彼のことを「神」と崇める人も少なくはない。
シリーズを通してレギュラーキャラたちとの関わりを持ち合わせているが、彼自身のことについては一切不明でどこで生まれ、どこで育ったのかすらもわからない。幼い頃から旅をしていたらしく、妹と出会ったのも旅の最中と思われる。人語を話す純白の鳥を連れている。復活したディアボロスに倒されてしまったらしいが、真実は作品終盤で明らかとなる。
勇者と呼ばれているが魔物と心を通じ合わせることができ、家では妹と共に「メルリン」をはじめとする多くの魔物と戯れていた。しかし人を襲った魔物に対し「死体に剣を突き立てる」ほど残虐な殺し方をした、と言う証言もあり、性格も含めて謎が多い。
普段は口下手であり哲学的な難しい言い回しが多いが、妹を愛し、悩むシオンに答えを示すなど聡明で思いやりのある人物であり、「妹を守ってほしい」というシオンへの頼みは、同時に彼を城の外へ出し世界を知ってほしい、ということでもあった。かなりの天才であると同時にナルシストのシオンが「あいつには敵わない」というほどの人物。
その一方で得意料理は「玉子焼き（焦げて炭のような）」であったり、悪徳商人にだまされて妙な土産を買ってきたりするなどの抜けた一面もあった。好物は漬物で、彼がアドビスを訪れると城下町の漬物が買い占められるなど、人間味のある面も明らかにされている。
『刻の大地』でも故人として扱われており、主要キャラクター・カイの回想に登場するのみ。
セリア
世界を旅する美しい女性。お淑やかで聡明。ウリックの正体が女の子であると即座に見破った。1巻のゲストキャラであるため以後の登場はなく、他のシリーズにも登場していない。
イールズオーブァ
声 - 置鮎龍太郎
本作の最終ボス。オッツ・キイムとは違う別次元に住んでいた人間。その素顔を赤い仮面で隠している。異世界を住処とし、自らに逆らった魔物の死骸をコレクションしていた。ザードが携えていた剣を所持し、人知を超えた魔術を扱う。実はディアボロスを封印し、ザードを殺した真の黒幕。金色の瞳はディボロスより魔物の支配を任された証だという。
「魔術が発展し、崩壊する未来」を予見し、それゆえ地上を支配するのは人間ではなく魔物がふさわしいと考えており、自らの望む「暖かな世界」を創り出すため魔物を操り人間を滅ぼそうとしている。同じ未来を予見するシオンと互いに「似ている」と感じ、彼を同志として引き込もうとするが、ウリックと共に旅し世界を知ったシオンがその手をとることはなかった。
彼の着ている服はオッツ・キイムでいう植物のようなものであり、異世界の住人に称えられた証であるらしい。膨大な魔法書を所持しており、絶妙な配置法で並べている。中にはかなり貴重なものもある。
シオンと死闘を繰り広げ、最終的に人知を超えた魔法により変貌し、シオンと刺し違える。シオンが倒れた後にも再生しようとしたが、逆上したウリックによりとどめをさされた。しかし、本作から3年後の『刻の大地』でその姿が確認されている。
ディアボロス
人間からは「邪神竜」と呼ばれる、魔物たちを束ねる存在。額に水晶を持つ白銀の竜で、自らの全長体重を変化させることができ、最大全長は10メートル。知能が高く、言語を操り魔法も使う。
7歳当時のザードに倒されたが復活し、彼を倒した、とされている。しかしザードは「ディアボロスと話し合い、和解した」と語っているうえ、ウリック達が異世界にたどり着いたときにはディアボロスと見られる竜は全身を斬りつけられた上に氷付けにされていた（心音が聞こえていたため、死んではいない）。実はイールズオーブァによって封印されていた。
強力な存在ではあるものの、シオン曰く「ザードほどの者が倒されるのは腑に落ちない」らしい。

## 書籍情報
Gファンタジー版
- レヴァリアース（1） ISBN 9784870255289 - 1994年12月発売
- レヴァリアース（2） ISBN 9784870255494 - 1995年10月発売
- レヴァリアース（3） ISBN 9784870255678 - 1996年08月発売

Gファンタジーコミック CDコレクション
- レヴァリアース 幸福!? を呼ぶブレスレット ISBN 978-4870258563 - 1995年12月8日発売
- レヴァリアース Vol.2 シオンの女難!! ISBN 978-4870259218 - 1996年10月18日発売

愛蔵版
- レヴァリアース（1） ISBN 9784870252578 - 1998年04月発売
- レヴァリアース（2） ISBN 9784870252585 - 1998年04月発売

完全版
- レヴァリアース 完全版（1） ISBN 978-4835448503 - 2012年8月18日発売
- レヴァリアース 完全版（2） ISBN 978-4835448510 - 2012年10月30日発売